# Arthingworth
Arthingworth es un pueblo y una parroquia civil del distrito de Daventry, en el condado de Northamptonshire (Inglaterra).

## Demografía
Según el censo de 2001, Arthingworth tenía 229 habitantes (119 varones y 110 mujeres). 43 (18,78%) de ellos eran menores de 16 años, 179 (78,16%) tenían entre 16 y 74, y 7 (3,06%) eran mayores de 74. La media de edad era de 39,31 años. De los 186 habitantes de 16 o más años, 35 (18,82%) estaban solteros, 132 (70,97%) casados, y 19 (10,21%) divorciados o viudos. 134 habitantes eran económicamente activos, 131 de ellos (97,76%) empleados y otros 3 (2,24%) desempleados. Había 7 hogares sin ocupar, 93 con residentes y 3 eran alojamientos vacacionales o segundas residencias.
| 207                         | 189 | 210 | 225 | 242 | 267 | - | - | 185 | 206 | 146 | 177 | 165 | 165 | - | 198 | 189 |
| (Fuente: Vision of Britain) |     |     |     |     |     |   |   |     |     |     |     |     |     |   |     |     |